# Nagold
Nagold é uma cidade da Alemanha, no distrito de Calw, na região administrativa de Karlsruhe , estado de Baden-Württemberg.

## Cidades-irmãs
Desde 1967 Nagold é a cidade-irmã de Longwy na França. Desde 1994 Nagold e Jesenice no Eslovênia são cidades-irmãs..